# Direitos LGBT no Irã

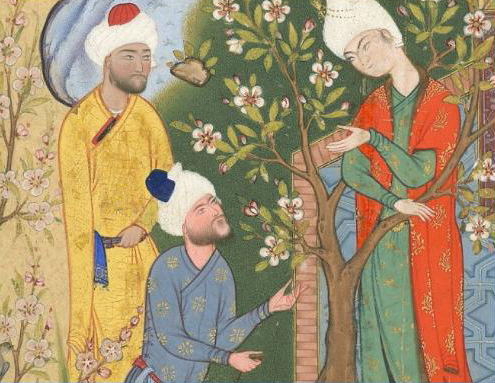
Pretendentes amorosos a outro homem, no Irã Medieval. Manuscrito do século XVI, criado a pedido do príncipe Ibrahim Mirza.

Os direitos de pessoas lésbicas, gays, bissexuais e transgêneros (LGBT) no Irã não são reconhecidos pelo Estado iraniano, com estes cidadãos enfrentando desafios legais não vivenciados por cidadãos não-LGBTs. Embora pessoas transexuais possam mudar legalmente seu sexo, a atividade sexual entre pessoas do mesmo sexo é ilegal e pode ser punida com a morte. Atualmente, o Irã é o único país que confirmado e abertamente executa homossexuais a nível federal, embora a pena de morte para a homossexualidade também possa ser decretada no Afeganistão.
Os direitos LGBTs no Irã estão em conflito com o Código Penal do país desde os anos 1930. No Irã pós-revolucionário, é proibido qualquer tipo de atividade sexual fora de um casamento heterossexual. As atividades sexuais entre pessoas do mesmo sexo são puníveis com prisão, punição corporal ou execução. Os gays enfrentam sanções legais mais rigorosas sob a lei do que as lésbicas.
Desde 1987, a identidade transgênero é reconhecida por meio de uma cirurgia de redesignação sexual. As cirurgias de redesignação sexual são parcialmente financiadas pelo Estado. Alguns indivíduos homossexuais no Irã sentem-se pressionados a passar por uma cirurgia de redesignação sexual para evitar perseguições legais e sociais. O Irã realiza mais cirurgias de redesignação sexual do que qualquer outro país do mundo depois da Tailândia.

## Pena capital
Alguns ativistas de direitos humanos e oponentes do governo do Irã afirmam que entre 4.000 e 6.000 gays e lésbicas foram executados no país por circunstâncias relacionadas à sua orientação sexual desde 1979. Segundo a Fundação Boroumand, existem registros de pelo menos 107 execuções com acusações relacionadas à homossexualidade entre 1979 e 1990. Segundo a Anistia Internacional, pelo menos 5 pessoas condenadas por "tendências homossexuais", três homens e duas mulheres, foram executadas em janeiro de 1990, como resultado da política do governo de exigir a execução daqueles que "praticam a homossexualidade".

## Sodomia
Nos dias atuais, há poucos registros notórios de pessoas condenadas à morte por práticas homossexuais. Porém, antes de 2012, ambos os parceiros podiam receber a pena de morte. Em 15 de março de 2005, o jornal Etemad informou que o Tribunal Penal de Teerã sentenciou dois homens à morte após a descoberta de um vídeo que os mostrava envolvidos em atos sexuais homossexuais. Outros dois homens teriam sido enforcados publicamente na cidade de Gurgã, no norte do país, por serem homossexuais, em novembro de 2005. Em julho de 2006, dois jovens, residentes no nordeste do Irã, foram enforcados por "crimes sexuais", os quais, provavelmente, seriam atos homossexuais consensuais. Em 16 de novembro de 2006, a agência de notícias estatal informou a execução pública de um homem condenado por homossexualidade na cidade de Quermanxá, no oeste do país.